# Operação Earnest Will

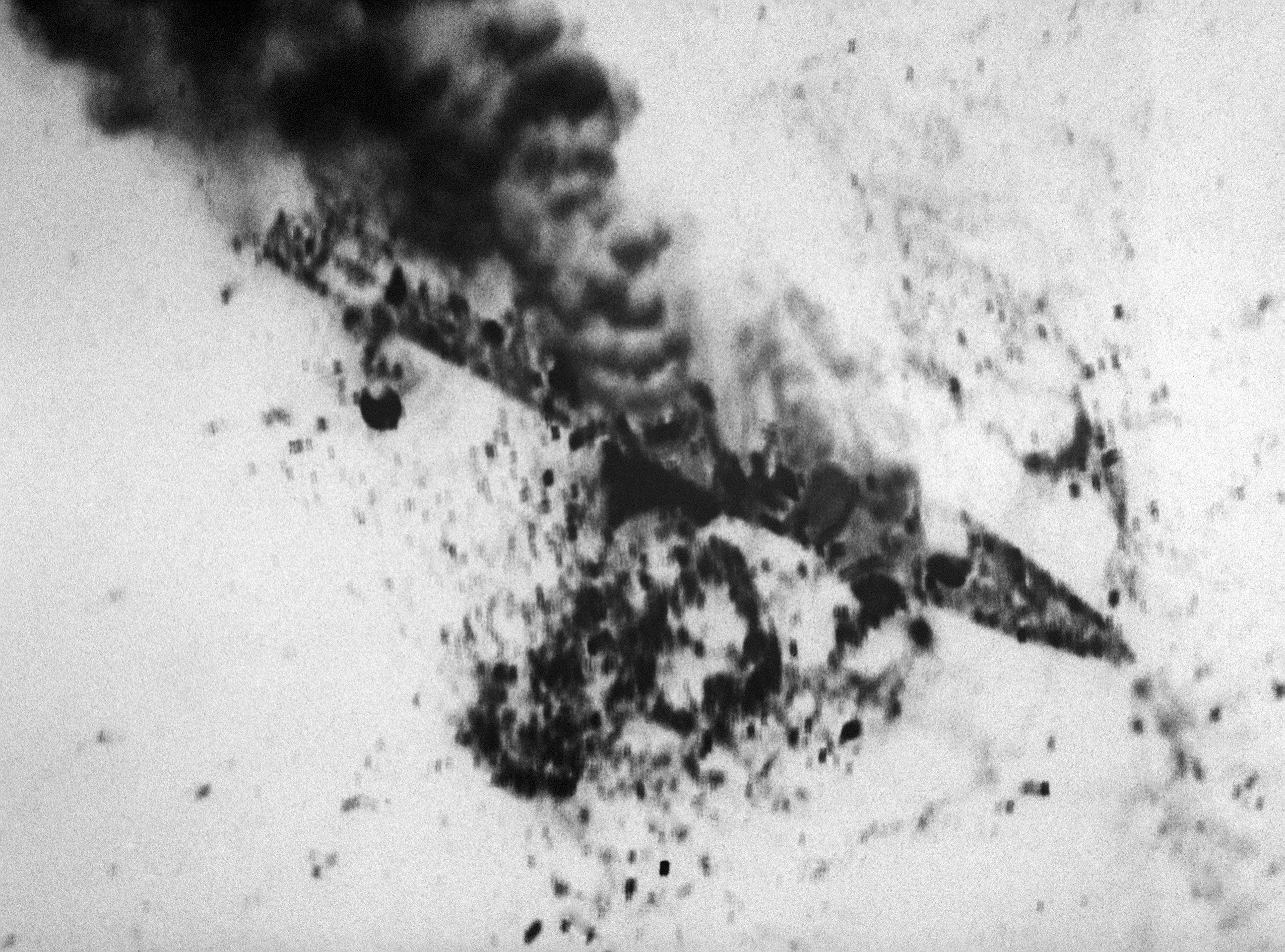
Um navio de guerra iraniano pegando fogo após ser atacado por embarcações dos Estados Unidos, em 1988.

A Operação Earnest Will foi uma operação militar lançada pelas forças armadas dos Estados Unidos para proteger navios petroleiros Kuwaitianos que estavam sendo atacados por embarcações iranianas entre 1987 e 1988, durante a chamada "Guerra dos navios petroleiros" no meio do conflito Irã-Iraque. Na época, foi a maior operação naval de comboio desde a Segunda Guerra Mundial.
Navios de guerra da marinha dos Estados Unidos passaram a escoltar embarcações de transporte de petróleo da região, contando com apoio de aviões e forças especiais (como os Navy SEALs).
As patrulhas foram relativamente bem sucedidas, desencorajando o Irã de tentar deter o fluxo de petróleo pelo Golfo Pérsico (que visava enfraquecer o Iraque e seus aliados regionais). Houve alguns combates navais que terminaram de forma desfavorável aos iranianos. Plataformas petrolíferas iranianas também foram atacadas pelos americanos. O governo do Irã, percebendo que agora as potências ocidentais estavam dispostas a usar de força militar para manter o status quo na região, decidiu voltar para a mesa de negociações e encerrar a guerra com o Iraque.